# 陶庭练
陶庭练（發音：[ʔɗaːw˨˩ ʔɗïŋ˨˩ lwiən˧˨ʔ]；1928年1月—），越南空军中将，1945年8月入伍，1946年4月加入印度支那共产党（越南共产党前身），1958年3月至1963年8月到中華人民共和国接受飞行训练。1958年授予少校军衔。1964年榮升中校，同年2月擔任越南空军第一个飞行团团长。